# Municipio de Marion (condado de Shelby)
El municipio de Marion (en inglés: Marion Township) es un municipio ubicado en el condado de Shelby en el estado estadounidense de Indiana. En el año 2010 tenía una población de 1923 habitantes y una densidad poblacional de 29,76 personas por km².

## Geografía
El municipio de Marion se encuentra ubicado en las coordenadas 39°36′1″N 85°44′22″O / 39.60028, -85.73944. Según la Oficina del Censo de los Estados Unidos, el municipio tiene una superficie total de 64.61 km², de la cual 64,29 km² corresponden a tierra firme y (0,49 %) 0,32 km² es agua.

## Demografía
Según el censo de 2010, había 1923 personas residiendo en el municipio de Marion. La densidad de población era de 29,76 hab./km². De los 1923 habitantes, el municipio de Marion estaba compuesto por el 96,98 % blancos, el 0,52 % eran afroamericanos, el 0,52 % eran amerindios, el 0,68 % eran asiáticos, el 0,78 % eran de otras razas y el 0,52 % eran de una mezcla de razas. Del total de la población el 2,03 % eran hispanos o latinos de cualquier raza.